# Lucas Oil Stadium
Lucas Oil Stadium je multifunkční sportovní stadion v Indianapolisu, Indiana. Stadion byl slavnostně otevřen 24. srpna 2008 v zápase proti Buffalu Bills, stříhání pásky proběhlo o osm dní dříve. Nahradil RCA Dome jako domov týmu NFL Indianapolis Colts. Jako přídavek stadionu je stavěn hotel JW Marriott Indianapolis, součást komplexu Indiana Convention Center. Stadion hostil Super Bowl XLVI v roce 2012.
Za designem stadionu stojí architektonická firma HKS, Inc., společnost Walter P Moore navrhla vnitřní strukturu stavby. Stadion má zatahovací skleněnou stěnu a střechu, což dovoluje Colts hrát „venku“ i uvnitř. Povrchem je FieldTurf. Prvky kinetické architektury umožňují rychlou přeměnu objektu na různé typy akcí.
28. února 2006 oznámil rodák z Indiany Forrest Lucas, že jeho společnost Lucas Oil koupila práva na jméno stadionu za 121 milionů dolarů na dalších více než 20 let.
Retro vzhled nového stadionu je výsledkem snahy indianapoliských po zachování historického vzhledu sportovišť z doby před několika desítkami let. Conseco Fieldhouse, Hinkle Fieldhouse nebo Pepsi Coliseum jsou příklady těchto snah.

## Zajímavosti
Počet míst k sezení pro fotbalové zápasy je 63 000, což představuje nárůst o více než 5 000 oproti RCA Dome. Během Super Bowlu bude kapacita stadionu dočasně zvednuta na 70 000 míst. Basketbalová konfigurace bude minimálně 70 000, což je požadavek pro pořádání Final Four NCAA. Na rozdíl od většiny basketbalových soutěží bude palubovka v Lucas Oil Stadium umístěna ve středu plochy místo v jedné z end zón.
Lucas Oil Stadium skýtá 137 skyboxů, včetně osmi hracích a dvanácti super skyboxů. Kromě toho nabízí Quarterback Suite 200 míst pro jedinečný zážitek ze hry. Stadion má dvě obrovské obrazovky Daktronics s vysokým rozlišením, každá je 30 metrů dlouhá a 16 metrů vysoká, a jsou situovány do severozápadního a jihovýchodního rohu arény.

### Mechanická stahovací střecha

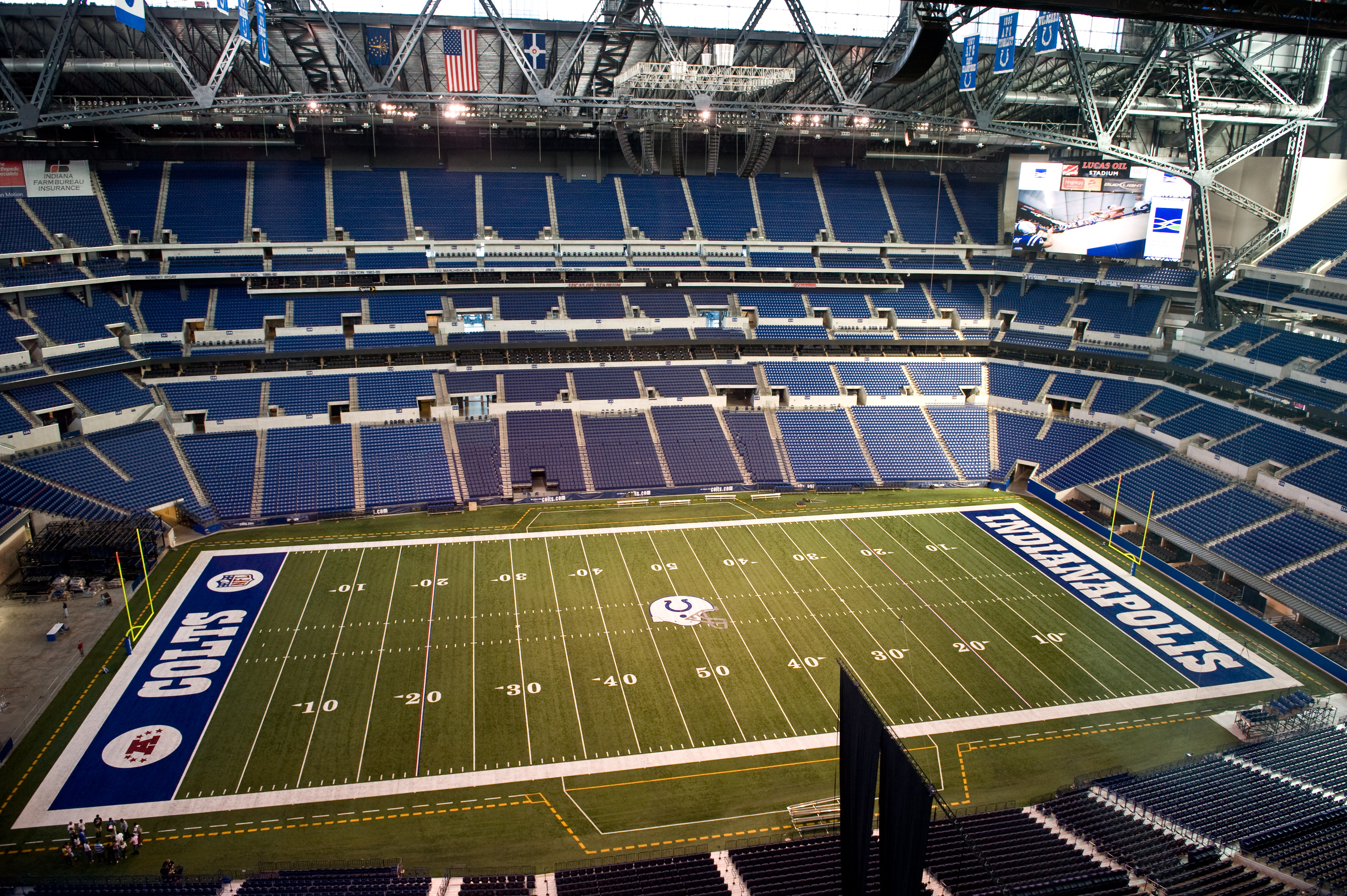
Interiér Lucas Oil Stadium

Lucas Oil Stadium má zatahovací střechu navrženou firmou Uni-Systems, která se skládá ze dvou podélně zatahovacích panelů, přičemž každá polovinu sklouzne po šikmé střeše dolů do otevřené polohy. Střecha je sedlová, od vrcholu hřebenu ve středu hřiště sbíhá ke stranám, které jsou paralelní s auty hrací plochy. Panely zatahovací střechy nahoru a dolů po šikmé dráze pohání bubnový naviják. Jediným stisknutím tlačítka se během devíti minut panely současně otevřou. Aby byl vnitřek stadionu uchráněn před nepříznivým počasím, je mezi panely střechy vložena hermeticky uzavíratelná krycí lišta. Těsně pod ní je velké koryto, které odvádí vodu. Zatahovací střecha se dvěma panely se chlubí otevíratelnou plochou 18 000 m² a je největší a jediná v zemi, včetně plánovaných staveb.
Její posuv zajišťuje soustava 32 kabelů o průměru 1,5 palce, jejichž konce jsou galvanizovány. Byly ručně vyrobeny speciálně pro tento projekt firmou Wire Rope Corporation of America a nainstalovány The Tway Company Inc. z Indianapolisu. Jejich délka se pohybuje od 232 po 245 stop a na jednom konci se nachází systém Johnson Wedge Socket, takže lana visí z vrcholu dolů 288 stop nad hřištěm, jak můžete vidět na obrázku vpravo.

#### Pravidla NFL pro otevírání střech
Domácí tým musí 90 minut před výkopem oznámit, zda bude střecha otevřena. Střecha zůstává otevřena, ledaže déšť či srážky postihnou okolí stadionu, teplota klesne pod 4,44 °C (40 °F) nebo vítr překročí rychlost 64,37 km/h (40 mph). V takových případech je střecha zatažena. Jakmile je jednou zavřená, nemůže být znovu otevřena.
„Zatahovací střecha Lucas Oil Stadium byla poprvé otevřena v zahajovacím utkání nové sezóny, ale kvůli hrozbě bouřky byla zatažena,“ řekl Pete Ward, starší výkonný viceprezident Colts. Rovněž prohlásil, že stadion není vodotěsný. Hřiště není odvodněné, reproduktory, obrazovky a ostatní elektronické vybavení nejsou chráněné, takže je třeba pečlivě sledovat počasí. Protože zde bylo 30% riziko bouřky a uzavření trvá 12 minut, byla střecha v 14:30 uzavřena.

### Pohyblivé skleněné okno

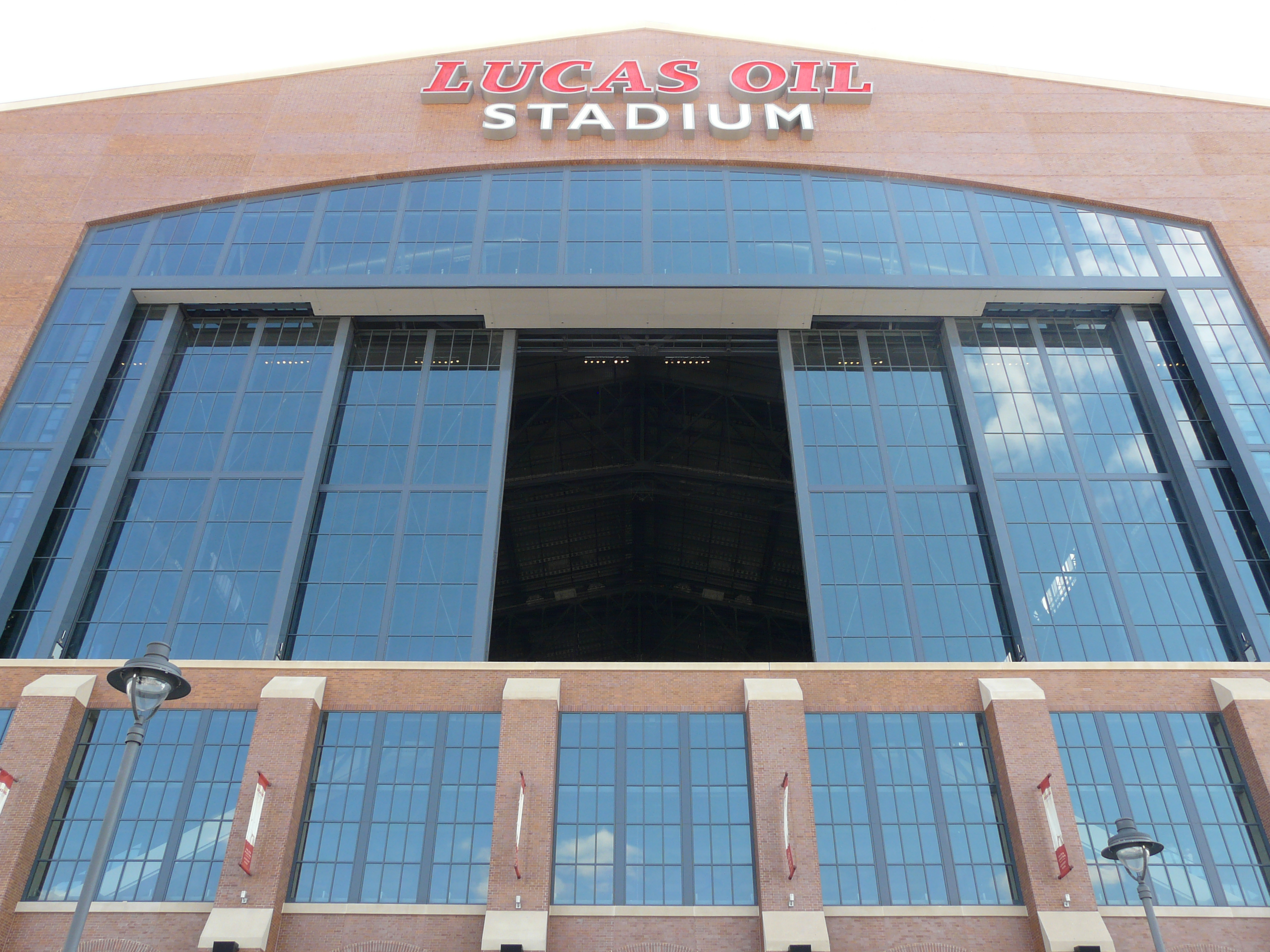
Skrz tuto stěnu můžete vidět nebe nad Indianapolisem

Obrovská skleněná plocha na jednom konci stadionu přidává další světlo, když je zavřená a čerstvý vzduch, když je otevřená. Byla to největší pohyblivá skleněná zeď na světě do doby, než byl otevřen Cowboys Stadium v Arlingtonu. Plocha je dlouhá 74 metrů, vysoká 27 metrů a skládá se ze šesti panelů 27 × 12 metrů. Každý panel je uložen na dvou kolech z kalené oceli a při otevření a zavření se pohybuje po ocelové kolejnici. Okna se dělí ve středu, v otevřené poloze se tři panely shromáždí na jedné straně. Panely se pohybují současně, otevření i zavření trvá šest minut. Okenní těsnění byla instalována proto, aby ochránila diváky před nepřízní počasí. Díky šikmé orientaci stavby nabízí skleněné okno nádherný výhled na centrum Indianapolisu.

## Události

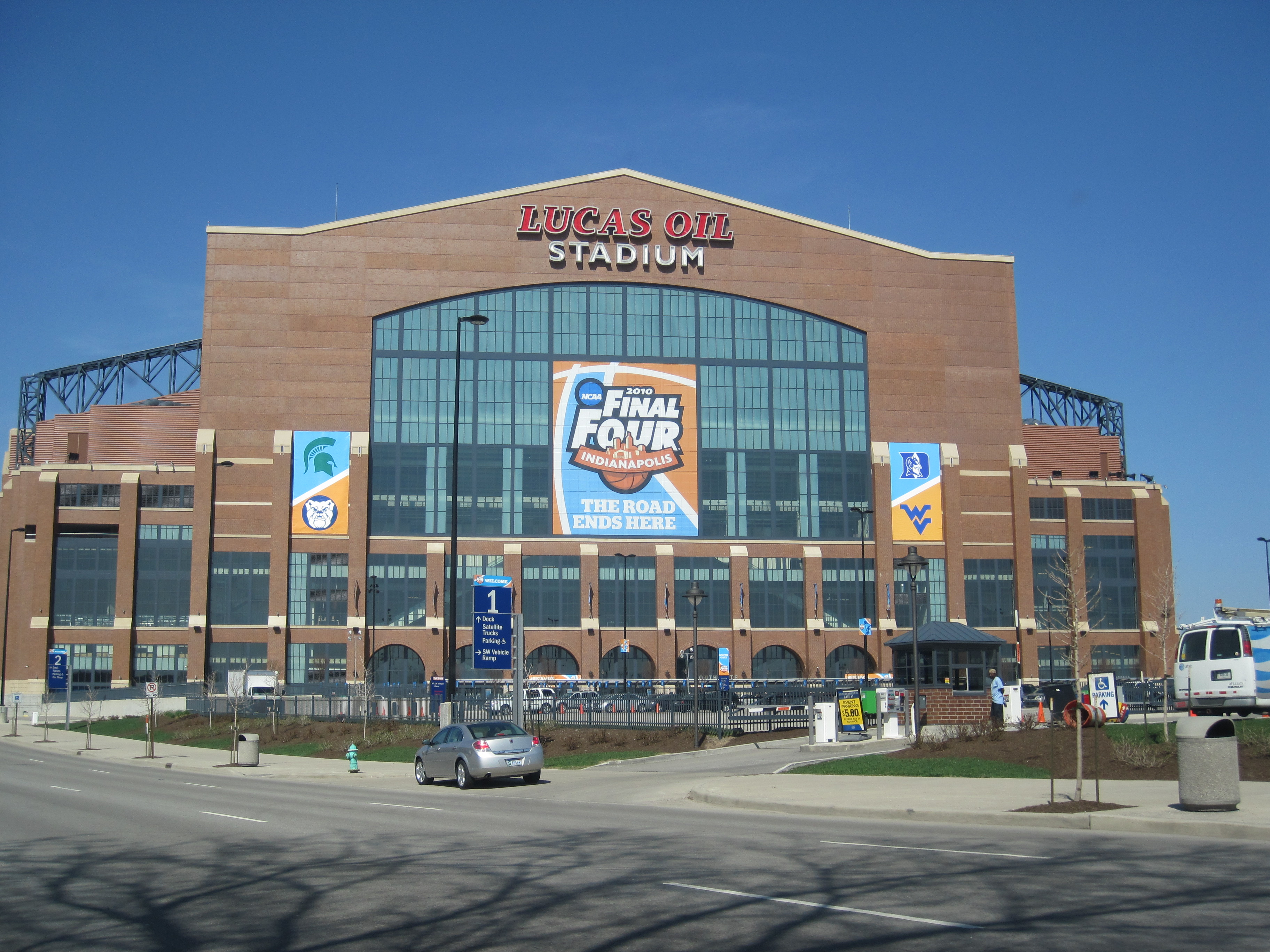
Lucas Oil Stadium během Final Four v roce 2010

8. srpna 2006 bylo oznámeno, že Drum Corps International přestěhuje své kanceláře do Indianapolisu a každoroční „DCI mistrovství světa pochodových kapel“ se minimálně do roku 2018 uskuteční právě v tomto městě. Nicméně 4. dubna 2008 vyšlo najevo, že stadion v době události nebude hotový, takže se ročník 2008 odehraje na Memorial Stadium v areálu Indiana University a teprve od roku 2009 na Lucas Oil Stadium.
K prvnímu utkání na Lucas Oil Stadium došlo 22. srpna 2008 jako součást turnaje v americkém fotbalu. V prvním utkání se střetli Noblesville High School a Fishers High School, ve druhém New Palestine High School a Whiteland Community High School. Lucas Oil Stadium a město Indianapolis se ucházeli o pořádání Super Bowlu XLVI v roce 2012. Kandidatura je 20. května 2008 schválena, Indianapolis poráží texaský Houston a Glendale v Arizoně. Stadion také hostí každoroční fyzické testy mladých hráčů v „NFL Scouting Combine“.
Ročník NFL 2008 odstartoval prvním utkáním právě z toho stadionu, Colts se stejně jako v Super Bowlu XLI setkávají s Chicagem Bears, ale prohrávají 13:29. V play-off 2009 si zde připisují bilanci 2:0; v konferenčním semifinále nejprve poráží Baltimore Ravens 20:3, ve finále New York Jets 30:17 a dostávají se do Super Bowlu XLIV. Kromě profesionálního fotbalu hostí stadión v roce 2010 semifinálová a finálová kola NCAA Final Four mužů, ženská jsou na pořadu v roce 2011. Historicky je Indianapolis častým pořadatelem, protože vedení NCAA sídlí právě zde.
Mezi další události patří Velké národní finále pochodových kapel a Finále pochodových kapel státu Indiana. 13. září 2008 zde zpěvák country Kenny Chesney uspořádal svůj první veřejný koncert na stadionu. Aréna se také se uchází o pořadatelství „Big Ten Football Championship Game“ v roce 2011, kdy se konference rozšiřuje na 12 týmů.

## Náklady
Základní kámen byl položen 20. září 2005. Dokud si firma Lucas Oil nekoupila práva na jeho jméno, byl označován Indiana Stadium. Celkové náklady se vyšplhaly na 720 milionů dolarů. Stadion byl financován z fondů založených státem Indiana a městem Indianapolis, Colts přispěli částkou 100 milionů dolarů. Okres Marion County zvýšil daně u nápojů a potravin, spotřební daň a daň z příjmu, aby zaplatil svůj podíl na nákladech. Mezitím došlo ke zvýšení daně z potravin a nápojů v osmi okolních okresech (s výjimkou Morgan County) a ke zvýšení prodeje produktů licencovaných Colts.

## Komplikace
V srpnu 2006 se poprvé objevily nesrovnalosti okolo nákladů na výstavbu nového stadionu. Vedení města odhadlo, že se roční náklady na provoz stadionu zvýší o 10 milionů dolarů oproti RCA Dome. V roce 2009 už to bylo 20 milionů. Oproti očekávaným nákladům 7,7 milionu se dnes počítá s částkou 27,7 milionu dolarů, takže se město snaží navýšit procenta z příjmu jednotlivých akcí. Rovněž panuje znepokojení nad dlouhodobým a nízkým nájemným pro Colts a jejich vysokým procentem příjmů ve snaze udržet je ve městě.

## Kontroverze
V listopadu 2009 místní televizní stanice WTHR-TV odhalila porušení hygienických norem v restauracích stadionu, včetně nalezení myšího trusu i živých myší, kontaminovaných potravin, skladovaní při nevhodné teplotě nebo opakované používání jednorázových obalů.

## Obrázky stavby

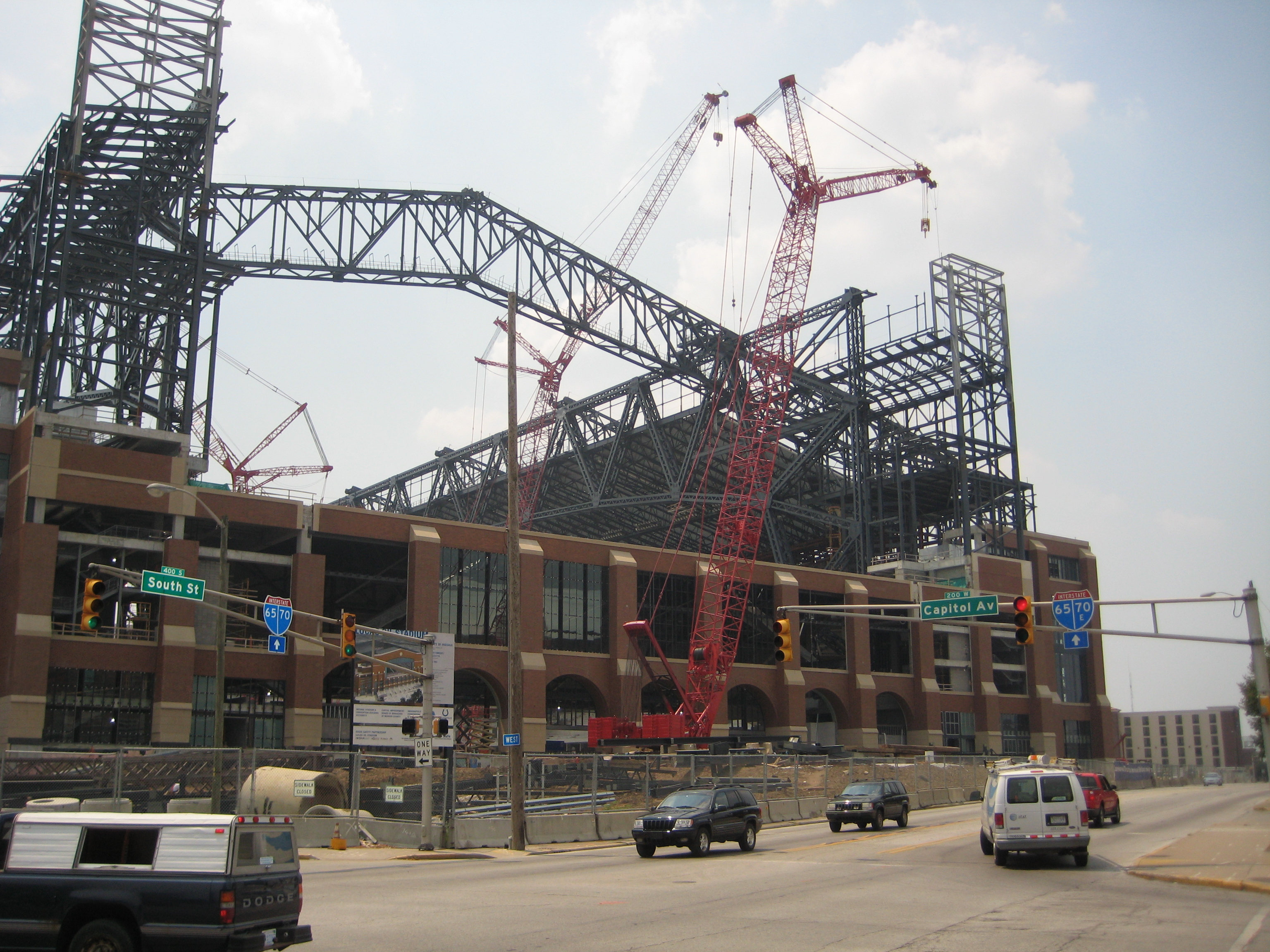
Raná fáze stavby
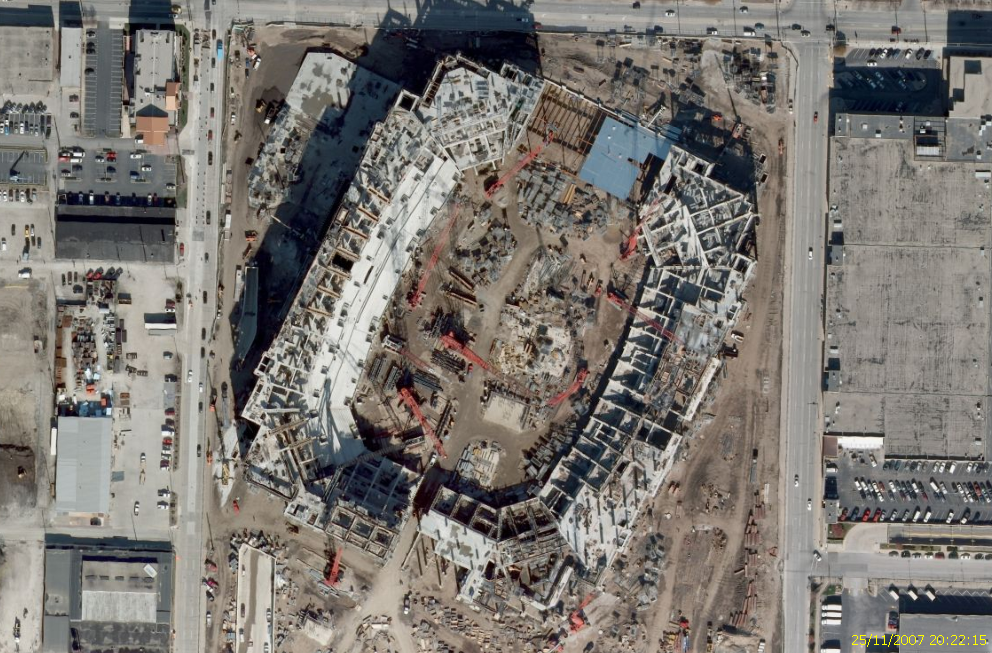
Satelitní obrázek
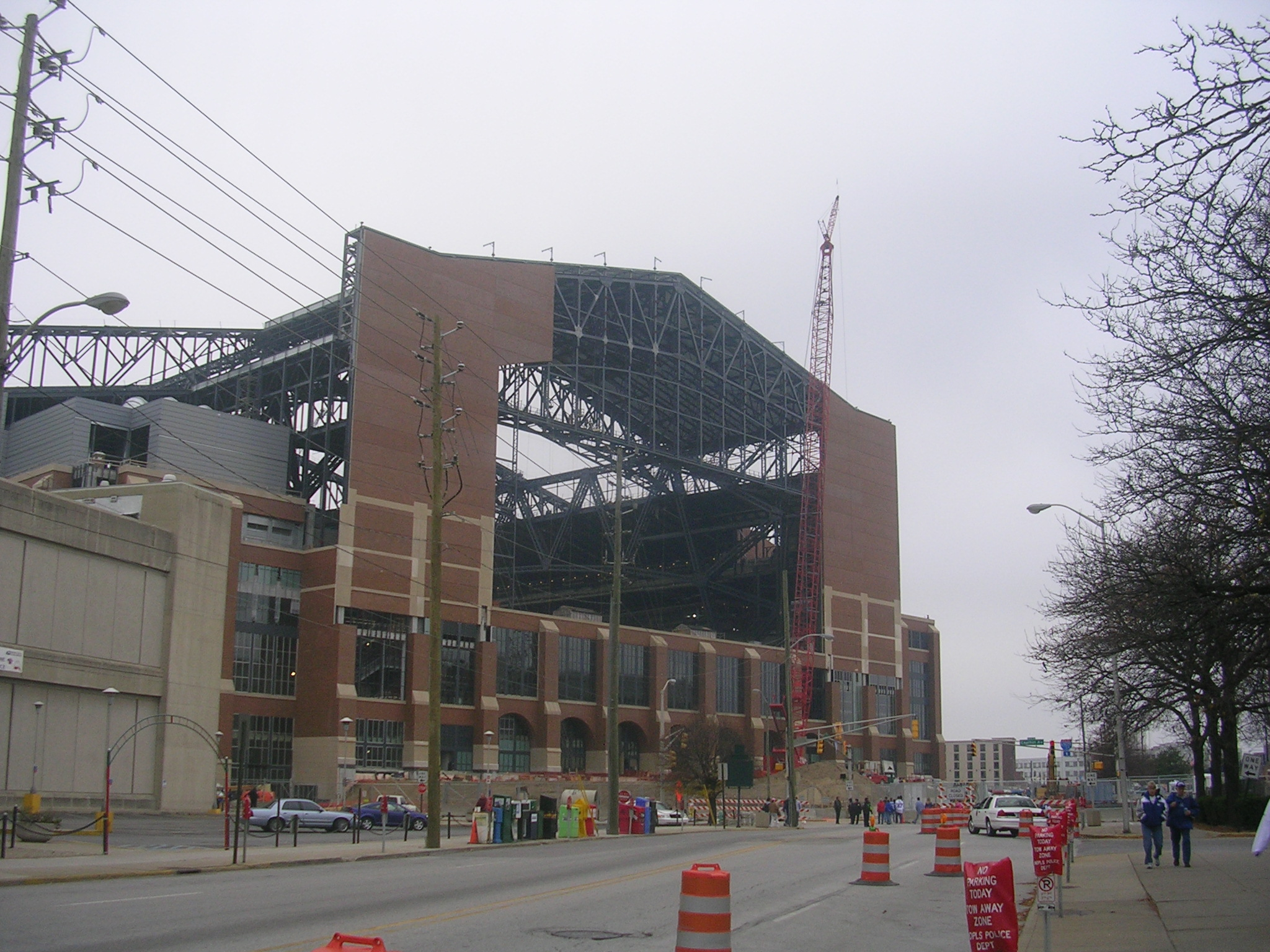
Střední fáze stavby